# Burleigh F. Spalding
Burleigh Folsom Spalding (* 3. Dezember 1853 in Craftsbury, Orleans County, Vermont; † 17. März 1934 in Fargo, North Dakota) war ein US-amerikanischer Politiker. Zwischen 1899 und 1901 vertrat er den ersten und von 1903 bis 1905 den zweiten Wahlbezirk des Bundesstaats North Dakota im US-Repräsentantenhaus.

## Frühe Jahre und Aufstieg in North Dakota
Burleigh Spalding besuchte das Lyndon Literary Institute in Vermont und studierte später bis 1877 an der Norwich University in Northfield. Nach einem anschließenden Jurastudium in Montpelier wurde er im Jahr 1880 als Rechtsanwalt zugelassen. Daraufhin begann er in Fargo im Dakota-Territorium in seinem neuen Beruf zu arbeiten.
Spalding war Mitglied der Republikanischen Partei. Zwischen 1882 und 1884 war er als Schulrat (Superintendent of Public Instructions) im Cass County tätig. Im Jahr 1883 gehörte er der Kommission an, die die Verlegung der Hauptstadt des Territoriums von Yankton nach Bismarck plante und den Aufbau der neuen Hauptstadt vorbereitete. Im Jahr 1889 war Spalding Mitglied der verfassungsgebenden Versammlung von North Dakota. Zwischen 1892 und 1894 war er Vorsitzender seiner Partei in North Dakota und von 1896 bis 1898 führte er die Republikaner im Cass County.

## Spalding im US-Kongress
Bei den Kongresswahlen des Jahres 1898 wurde Burleigh Spalding als Kandidat seiner Partei in das US-Repräsentantenhaus gewählt. Dort trat er am 4. März 1899 die Nachfolge von Martin N. Johnson an. Spalding übte dieses Mandat bis zum 3. März 1901 aus. Bei den Wahlen des Jahres 1900 hatte er nicht mehr kandidiert. Bei den Kongresswahlen des Jahres 1902 bewarb er sich aber um den Sitz des neugeschaffenen zweiten Wahlbezirks von North Dakota. Diesen vertrat er zwischen dem 4. März 1903 und dem 3. März 1905 im Kongress. Im Jahr 1904 wurde er von seiner Partei nicht mehr nominiert. Daher ging sein Sitz im März 1905 an Asle Gronna.

## Weiterer Lebenslauf
Im Jahr 1907 wurde Burleigh Spalding Richter am Obersten Gerichtshof von North Dakota. Zwischen 1911 und 1915 war er als Chief Justice dessen Vorsitzender Richter. Anschließend arbeitete er als Rechtsanwalt. Spalding, der zwischen 1888 und 1933 fast alle lokalen Parteitage der Republikaner in North Dakota besuchte, war auch Delegierter zur Republican National Convention im Jahr 1924, auf der Amtsinhaber Calvin Coolidge wieder als Präsidentschaftskandidat nominiert wurde. Burleigh Spalding starb im März 1934.